# 4-羟基香豆素
4-羟基香豆素（英語：4-hydroxycoumarin）是一种香豆素衍生物，和伞形花内酯（7-羟基香豆素）为同分异构体，其羟基位置为4号位，发现于草木犀属（学名：Melilotus）植物。